# مات ريتش
مات ريتش (بالإنجليزية: Matt Rich)‏ هو مجدف أمريكي، ولد في 30 أبريل 1975.

## وصلات خارجية
- مات ريتش على موقع الاتحاد الدولي للتجديف (الإنجليزية)